# Claude Juste Alexandre Legrand
Claude Juste Alexandre Louis Legrand, născut la Plessier-sur-Saint-Just (Oise), pe 23 februarie 1762 și decedat la 8 ianuarie 1815, a fost un militar francez al perioadei revoluționare și imperiale. Ca general de divizie s-a remarcat într-o serie de bătălii importante, mai ales la cea de la Austerlitz.
1. ↑  Claude Just Alexandre Legrand, Baza de date Léonore, accesat în 9 octombrie 2017